# おむすびころりん本舗
株式会社おむすびころりん本舗は、長野県安曇野市に本社のある日本の食品メーカー。フリーズドライ食品の製造・販売を行う。ヨシムラ・フード・ホールディングス傘下。

## 沿革
1960年（昭和35年）、創業者の百瀬孝夫はフリーズドライ製品の大量生産を可能にする装置の開発に成功。1973年（昭和48年）8月18日、長野県南安曇郡三郷村（2005年より安曇野市）に日本エフディ株式会社を設立した。旧社名「日本エフディ」は「Freeze Dry」の頭文字に由来する。
1975年に「おむすびころりん野沢菜茶漬」の発売を開始。
1980年に開発した「水もどり餅」は、宇宙飛行士の毛利衛が1992年にスペースシャトルエンデバーの機内で食べたことでも知られる。
1979年（昭和54年）に新設した豊科工場の設備投資が財務を圧迫したため、1998年（平成10年）に豊科工場と、6台保有していたフリーズドライ装置のうち4台をアサヒビール食品（現：アサヒグループ食品）に譲渡した。同社とはフリーズドライ製品の輸出入で取引があり、天安門事件等で中国からの輸入が途絶えた経験から、自社でフリーズドライ工場の立ち上げを検討していた。「日本エフディ」の商号もアサヒビール食品へ譲渡し、株式会社おむすびころりん本舗へ商号変更した。この際に事業譲渡したのはカップ麺の具材等の受託生産部門のみで、独自開発商品部門の譲渡はアサヒビール食品の意向により行われなかった。約150人いた従業員のうち100人がアサヒビール食品に移ったことに加え、仮登記や譲渡担保に関する認識不足も会社の弱体化に拍車をかけた。
2002年（平成14年）12月、負債総額37億円で民事再生法の適用を受け、再建を目指した。
2018年（平成30年）2月2日、中小の食品会社支援を行うヨシムラ・フード・ホールディングスは、同年3月1日に社長の上條宏之が保有する既発行株式76,000株および第三者割当増資162,000株を取得し、同社を完全子会社化する旨を発表した。

## 製品
家庭用のおむすびころりん野沢菜茶漬（姉妹品としてわさび茶漬、梅茶漬もある）、ふりかけや「うかし餅」（水もどり餅）、非常食として粥や即席味噌汁などの製造・販売を行う。水もどり餅はカップ麺等と異なり湯を必要としないことから、1995年の阪神・淡路大震災においても非常食として使われた。
フリーズドライ技術を駆使した野沢菜茶漬は1975年に誕生。お茶漬の他にも菜飯の素やふりかけ、おにぎりの具としても使用できる。商品袋のイラストにおおば比呂司を起用し、歌手の芹洋子が出演したテレビCMが作れられるなどして同社のヒット商品となり、野沢菜の風味が手軽に味わえる長野県のお土産としても定着した。また、同製品は愛知県の味噌醸造メーカー・ナカモを通じて、全国にも販売されている。ナカモからの販売品は商品パッケージにおむすびころりん本舗のロゴに代わり、ナカモのロゴが記されている。
このほか、業務用に果物や野沢菜、豆腐などのフリーズドライ製品の製造も行う。
かつてはおやき「一茶おやき本舗」、おこわ、五平餅、発芽玄米の製造販売、郷土料理店「味の城下町」やコンビニエンスストア、直営販売所の運営も手掛けていたが、のちに撤退している。